# Zaborani (Republika Serbska)
Zaborani (cyr. Заборани) – wieś w Bośni i Hercegowinie, w Republice Serbskiej, w gminie Nevesinje. W 2013 roku liczyła 16 mieszkańców.